# 34 Samodzielny Batalion Piechoty Zmotoryzowanej (Ukraina)
34 Samodzielny Batalion Piechoty Zmotoryzowanej „Kirowohrad-2/Batkiwszczyna” – batalion Wojsk Lądowych Ukrainy, podporządkowany 57 Samodzielnej Brygadzie Zmechanizowanej. Jako batalion obrony terytorialnej brał udział w konflikcie na wschodniej Ukrainie. Batalion stacjonuje w obwodzie kirowohradzkim.

## Działania bojowe
Batalion został wysłany do strefy walk w początkach lipca 2014 roku. 21 lipca odniósł pierwsze straty – zginął oficer, a trzech żołnierzy zostało rannych. 13 sierpnia miał miejsce ostrzał rakietowy i moździerzowy punktu kontrolnego batalionu pod Gorłówką, który zabił dwóch żołnierzy. 28 września eksplozja miny pod Łeninśkem oderwała nogi jednemu z żołnierzy. 17 października pod Ozerjaniwką zastrzelono kolejnego żołnierza. Trzy dni później, podczas wypełniania zadania bojowego, zginął kolejny członek batalionu. 29 października, batalion w sile siedemdziesięciu żołnierzy, dwóch transporterów opancerzonych i jednego BMP-2 próbował zająć budynek władz Donieckiej Republiki Ludowej w Gorłówce, ale odstąpił od wykonania zadania po uszkodzeniu BMP-2. Niedługo później w wyniku ostrzału moździerzowego pod Majorśkiem ciężko ranny był jeden żołnierz, który zmarł po kilku dniach od odniesionych ran. 21 października zginął w walce kolejny członek batalionu. W początkach grudnia sześciu żołnierzy batalionu aresztowano za wymuszenia. 14 grudnia w wyniku ostrzału dwóch członków batalionu zostało rannych, a 19 grudnia od odniesionych wcześniej ran kolejny zmarł w szpitalu. 29 grudnia batalion powrócił w ramach rotacji do obwodu kirowohradzkiego. 12 stycznia 2015 roku jeszcze jeden z jego żołnierzy zmarł od ran w Kijowie. Na dzień 10 lutego batalion rozlokowany był pod Debalcewem.